# Pintura barroca a Flandes

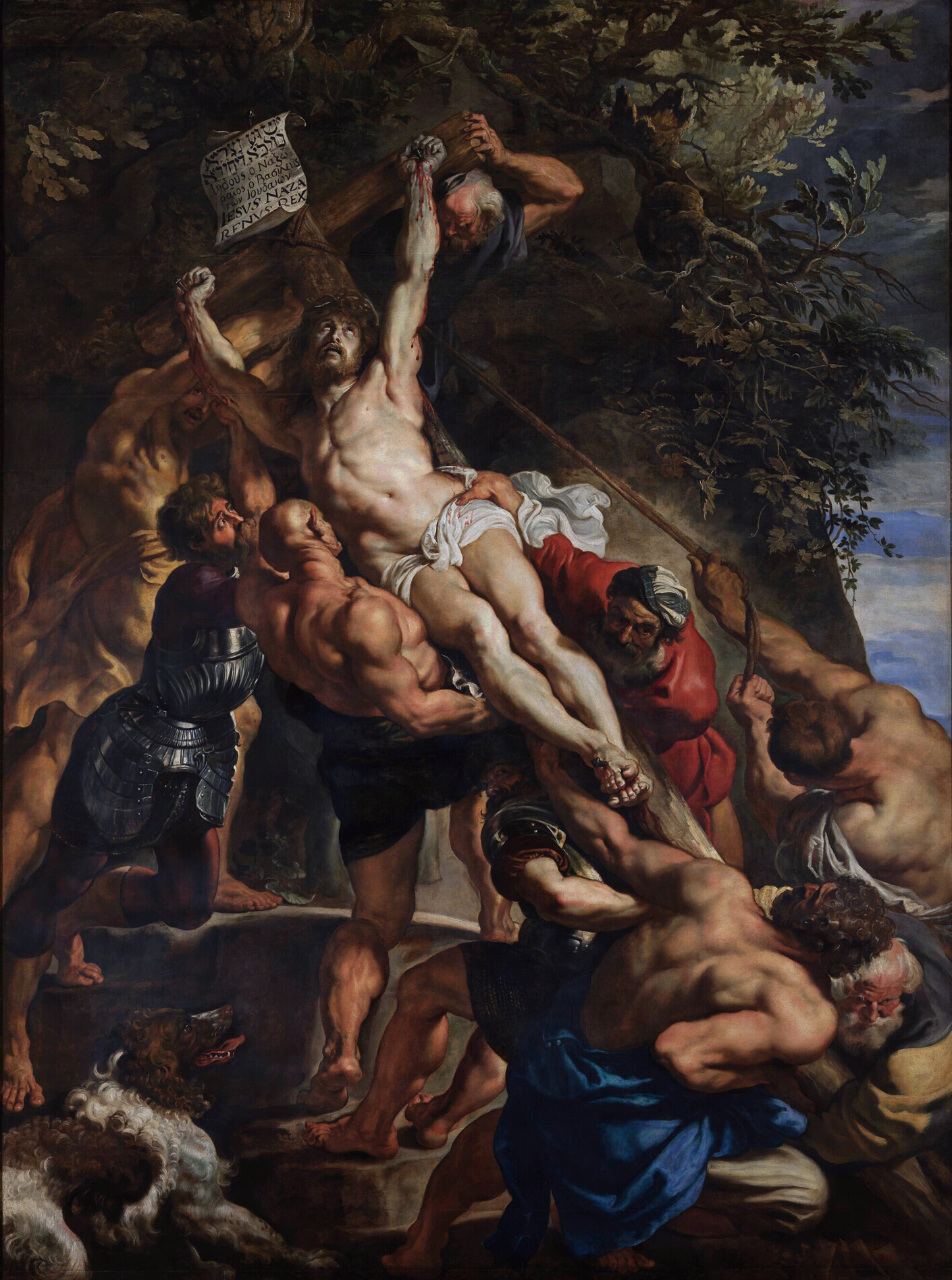
Peter Paul Rubens, L'erecció de la Creu, h. 1610-1611.

La pintura barroca flamenca es va desenvolupar entre aproximadament l'any 1585, quan els Països Baixos espanyols van sofrir la secessió de les províncies septentrionals, fins al voltant de l'any 1700, quan va acabar l'autoritat dels Habsburg espanyols amb la mort Carles II, passant a dependre el territori pel Tractat d'Utrecht de la branca austríaca. Flandes, entès així en un sentit ampli que inclou totes les províncies meridionals dels antics Països Baixos, groso modo l'actual Bèlgica, que en aquella època, després de l'escissió de les Províncies Unides del Nord i el Setge d'Anvers, van romandre sota el domini de la Casa d'Àustria espanyola i van conservar la fe catòlica.
Encara que molts artistes van fugir de les guerres religioses i es van traslladar des dels Països Baixos del sud a les Províncies Unides, la pintura barroca flamenca va florir, especialment a l'Escola d'Anvers durant el segle xvii, llar de destacats artistes com Peter Paul Rubens, que va desenvolupar una pintura aristocràtica i religiosa, Anton van Dyck i Jacob Jordaens. Altres ciutats destacades van ser Brussel·les i Gant.
Rubens, en particular, va tenir una gran influència sobre la cultura visual europea del segle xvii. Les seves innovacions van ajudar a convertir a Anvers en un dels principals centres artístics d'Europa, especialment referent a la fixació de la imagineria triomfal de la Contrareforma; amb ell, el seu deixeble Anton van Dyck va tenir un paper decisiu a l'hora d'establir noves directrius en el retrat anglès. Altres desenvolupaments de la pintura barroca flamenca van ser semblants als que es poden trobar en l'holandesa, amb artistes especialitzats en àrees tals com la pintura d'història, el retrat, les escenes de gènere, els paisatges o la Natura morta.

## Característiques
El terme «flamenc» en aquesta matèria artística no es refereix només a la moderna regió de Flandes, sinó que incloïa el Ducat de Brabant i l'autònom Principat Episcopal de Lieja. El segle xvii Anvers era la ciutat més important i on es produïen les innovacions artístiques, degut principalment a la presència de Rubens. Brussel·les era també important per ser la seu de la cort, atraient David Teniers el Jove en un moment posterior del segle.

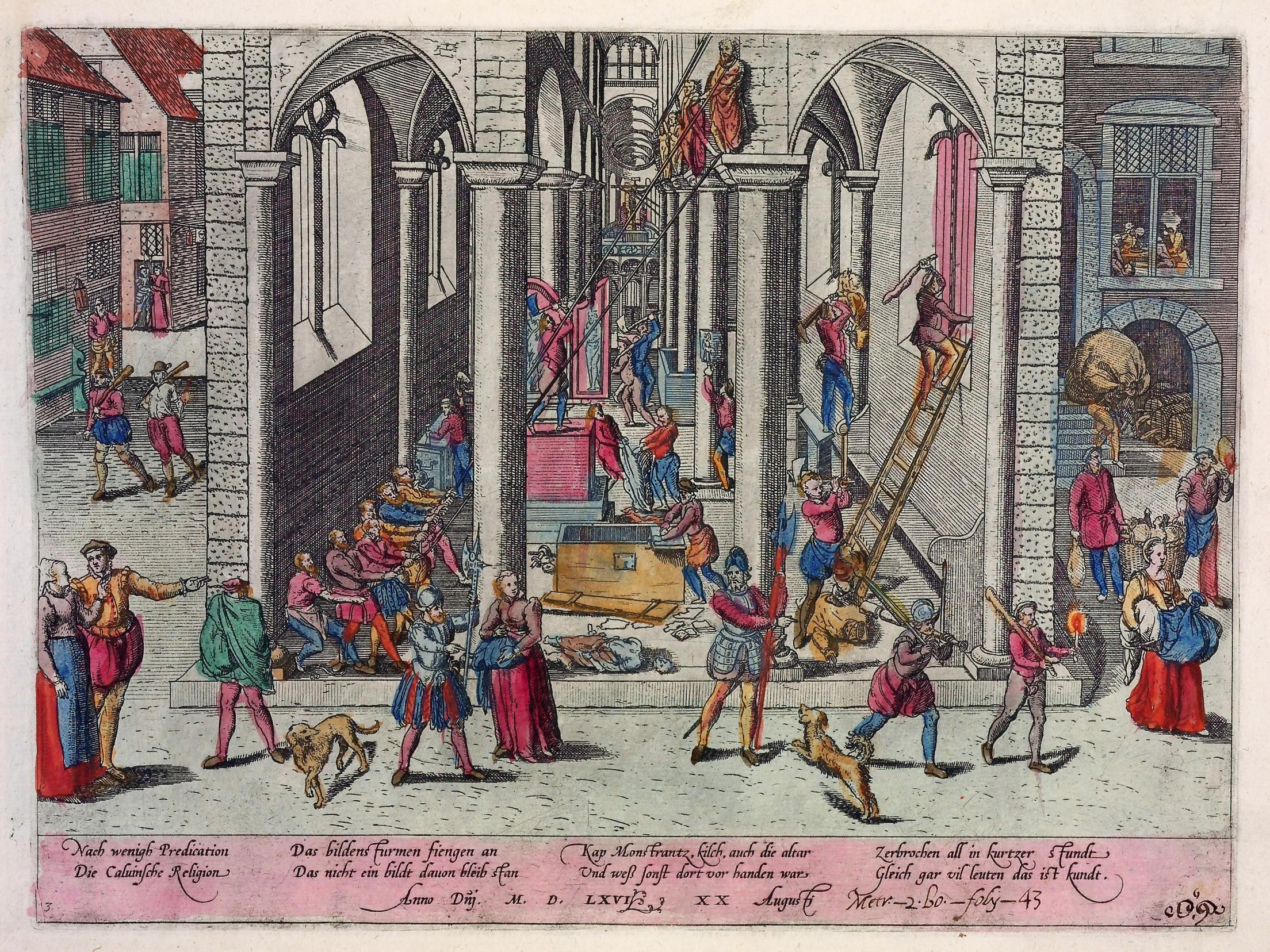
Gravat de Frans Hogenberg amb una escena de la revolta Iconoclàstica de 20 d'agost de 1566, causa de la destrucció de moltes pintures i decoracions d'esglésies posteriorment reemplaçades per artistes del manierisme nòrdic i barrocs.

### Manierisme tardà
Tot i que la pintura flamenca de finals del segle xvi romania en general apegada a les formulacions del manierisme i el renaixement tardà que eren comuns a tot Europa, artistes com Otto van Veen, mestre de Rubens, Adam van Noort, Marten de Vos i la família Francken varen preparar l'escena que anava a fer possible la irrupció i el triomf del barroc local. Entre 1585 i primers anys del segle xvii es van fer molts retaules per reemplaçar als destruïts durant les revoltes iconoclastes de 1566. També en aquests anys van despuntar Frans Francken el Jove i Jan Brueghel el Vell, coneguts sobretot per les seves petites pintures d'estudi sovint representant temes mitològics i històrics.

### L'edat de Rubens
Peter Paul Rubens (1577-1640) pintor, gravador, arquitecte, humanista i diplomàtic, deixeble d'Otto van Veen i d'Adam van Noort, es va formar a Anvers i es va traslladar a Itàlia on va passar vuit anys (1600-1608) que va dedicar a l'estudi de l'antiguitat clàssica, la pintura del Renaixement italià, especialment atret per l'escola veneciana i Ticià, de qui va fer còpies d'alguns dels seus quadres més cèlebres, sense oblidar tampoc a alguns dels seus contemporanis com Adam Elsheimer o Caravaggio, però molt especialment a Annibale Carracci, el més proper a la seva sensibilitat i sentit de la bellesa compatible amb l'expressió enèrgica dels sentiments. Després de la seva tornada a Anvers va establir un important taller en el qual va explicar amb nombrosos col·laboradors i deixebles com Anton van Dyck, que va ser el gran retratista d'aristòcrates del seu temps, només comparable amb Velázquez i va destacar també en pintura històrica. Se li atribueixen en conjunt uns 1.500 quadres.
Rubens va exercir una forta influència en la direcció de l'art flamenc i en la major part dels artistes actius a la ciutat durant la primera meitat del segle xvii. Se li atribueixen prop de 2.300 quadres de tot gènere, i es distingeix per la seva brillant imaginació creadora, per la seva viva expressió de sentiments, amb tendència a les actituds dramàtiques i de vegades amb excés, la seva estudiada composició sovint és amarada de sensualitat, el seu dibuix es mostra rotund amb robustes formes i la seva senzillesa en la coloració resulta brillant i correctament combinada.
Altres artistes que es van inspirar en Rubens i van rebre les seves lliçons varen ser la nissaga Teniers (David el Vell i els seus fills Abraham i David el Jove) per la seva enginyosa pintura de gènere i els seus paisatges.

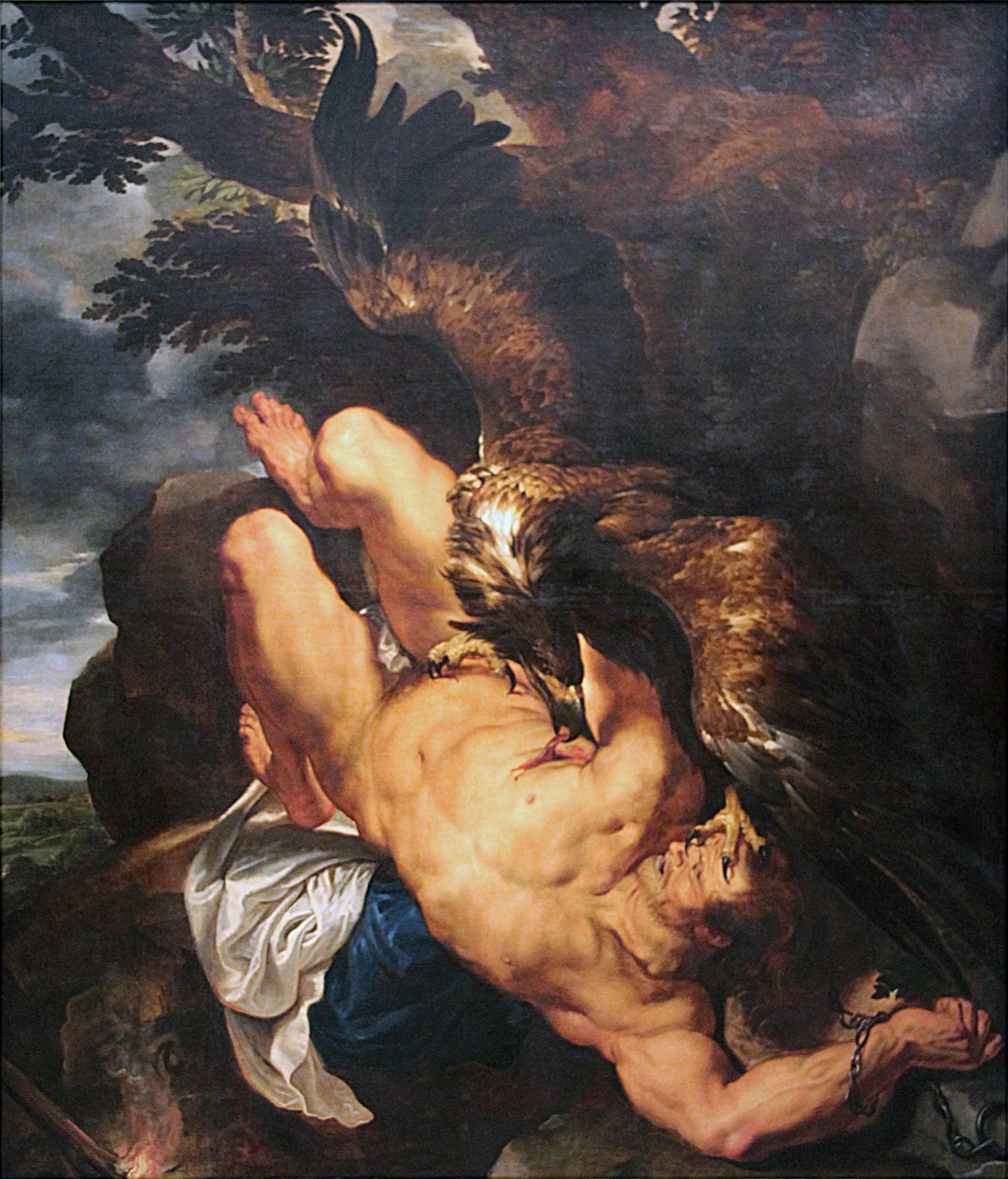
Peter Paul Rubens i Frans Snyders Prometeo encadenat, 1611-12. Museu d'Art de Filadelfia. Aquesta pintura és un exemple del barroc flamenc de col·laboració i especialització. Snyders, que es va especialitzar en animals, va pintar l'àguila mentre que Rubens va pintar la figura de Prometeo.

### Especialitzacions i col·laboracions
L'art flamenc destaca pel gran nombre de col·laboracions que es van tenir entre mestres independents, que en part estava relacionat amb la tendència local a especialitzar-se en una àrea particular. Frans Snyders, per exemple, era pintor d'animals i Jan Brueghel el Vell va ser admirat pels seus paisatges i pintures de plantes. Ambdós artistes van treballar amb Rubens, que sovint pintava les figures, i altres artistes per crear peces col·lectives.

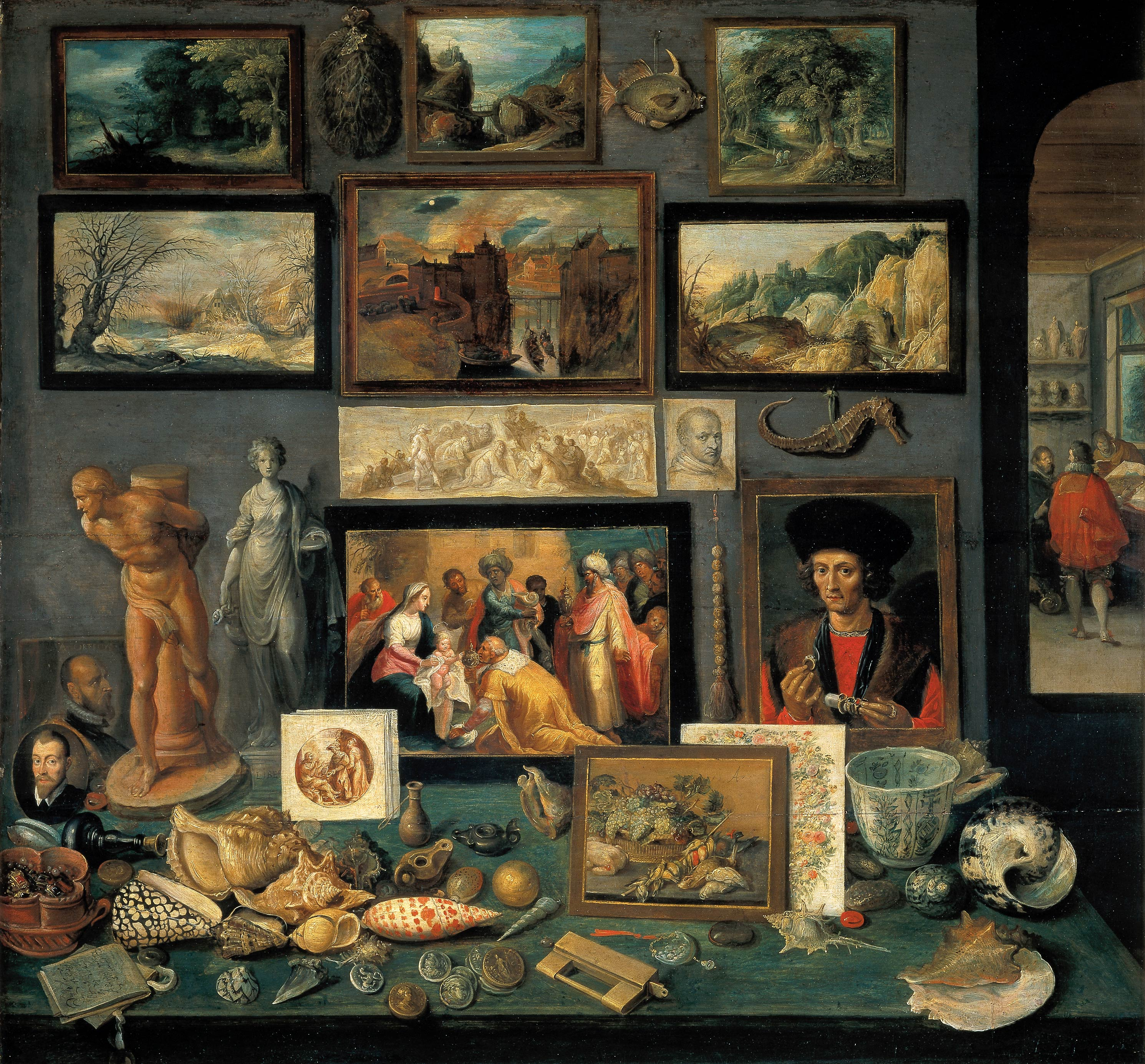
Frans Francken el Jove Preziosenwand (Paret dels tresors), 1636. Kunsthistorisches, Viena. Aquest tipus de pintura era una de les distintives innovacions flamenques que es van desenvolupar a començaments del.

### Innovacions
La pintura de bodegons de flors, que es va desenvolupar al voltant de 1600 per artistes com Jan Brueghel el Vell, era parcialment una innovació flamenca, va tenir el seu ressò a les Províncies Unides a les obres del nadiu d'Anvers Ambrosius Bosschaert (1573-1621). A Anvers, tanmateix, aquest nou gènere també es va desenvolupar fins a ser un tipus de pintura específicament catòlica, la garlanda de flors. Altres classes de pintura íntimament relacionada amb el barroc flamenc inclou les monumentals escenes de cacera de Rubens i Snyders, i pintures de gabinet per artistes com Willem van Haecht i David Teniers el Jove.

## Pintura d'història
La pintura d'història, que inclou temes bíblics, mitològics i històrics es va considerar com l'art més noble pels teòrics del segle xvii. Abraham Janssens va ser un important pintor d'història a Anvers entre 1600 i 1620, encara que després de 1609 la figura més destacada va ser Rubens. Tant Van Dyck com Jacob Jordaens van realitzar monumentals pintures d'història. Després de la mort de Rubens, Jordaens es va convertir en el pintor flamenc més important. Altres artistes destacats en l'estil de Rubens inclouen Gaspar de Crayer, que va ser actiu a Brussel·les, Artus Wolffort, Cornelis de Vos, Jan Cossiers, Theodoor van Thulden, Abraham van Diepenbeeck i Jan Boeckhorst. Durant la segona meitat del segle, els pintors d'història van combinar una influència local de Rubens amb el coneixement del classicisme i de les qualitats del barroc italià. Entre els artistes d'aquesta tendència van estar Erasmus Quellinus II, Jan van den Hoecke, Pieter van Lint, Cornelis Schut i Thomas Willeboirts Bosschaert. En un moment posterior del segle, molts pintors es van tornar cap a Anton van Dyck en forma de la seva influència principal. Entre ells van estar també Pieter Thijs, Lucas Franchoys el Jove i artistes que també es van veure influïts per la teatralitat del Barroc tardà com Theodoor Boeyermans i Jan-Erasmus Quellinus. A més, Theodoor Rombouts i Gerard Seghers van representar una variant flamenca del Caravagisme.

## Pintura religiosa
Rubens es relaciona estretament amb el desenvolupament del retaule barroc. Va pintar per a la guilda dels arcabussers, la pintura religiosa del tríptic del Davallament de la Creu (1611-14, ara a la Catedral d'Anvers) que és un important reflex de les idees contrarreformistas sobre l'art combinat amb el naturalisme barroc, dinamisme i monumentalitat. Roger de Piles explica que «el pintor ha entrat tan plenament en l'expressió del seu tema que la visió de la seva obra té el poder de tocar l'ànima endurida i fa que experimenti els sofriments suportats per Jesucrist per redimir-lo».

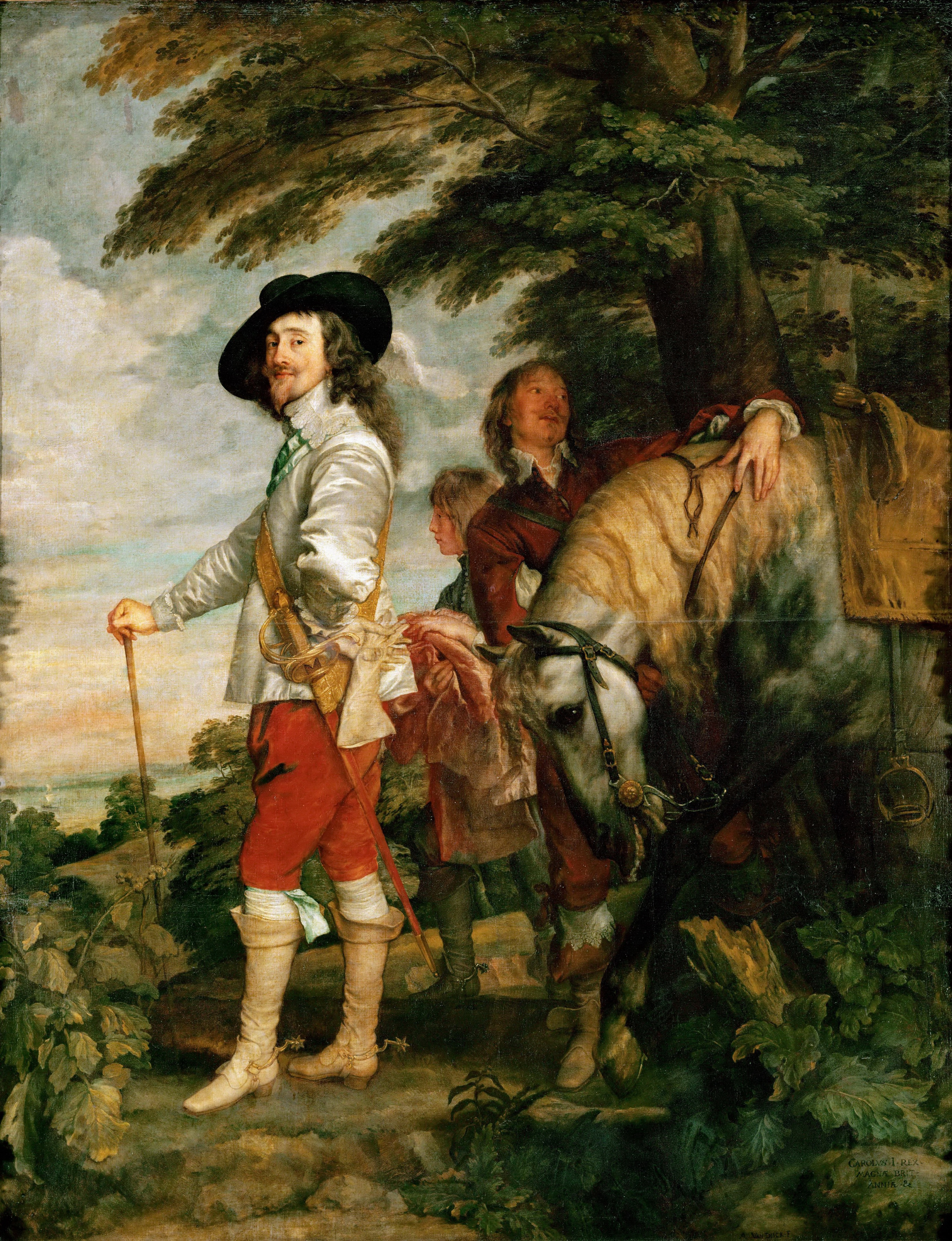
Anton van Dyck, retrat del rei Carles I (Le roy à la Chasse), 1635. Louvre, París.

## Retrat
Encara que no sigui predominantment un retratista, les contribucions de Rubens inclouen obres tan primerenques com el seu Retrat de Brígida Spínola-Doria (1606, National Gallery of Art, Washington DC, pintures de les seves esposes (Autoretrat amb la seva esposa Isabella Brant i Het Pelsken) i nombrosos retrats d'amics i de la noblesa. També va exercir una forta influència en el retrat barroc a través del seu pupil Anton van Dyck. Van Dyck es va convertir en pintor cortesà de Carles I d'Anglaterra i va ser molt influent en la posterior retratística anglesa. Altres existosos retratistes van ser Cornelis de Vos i Jacob Jordaens. Encara que la major part dels retrats flamencs tenen mida natural o monumental, Gonzales Coques i Gillis van Tilborch es van especialitzar en retrats de grup a petita escala.

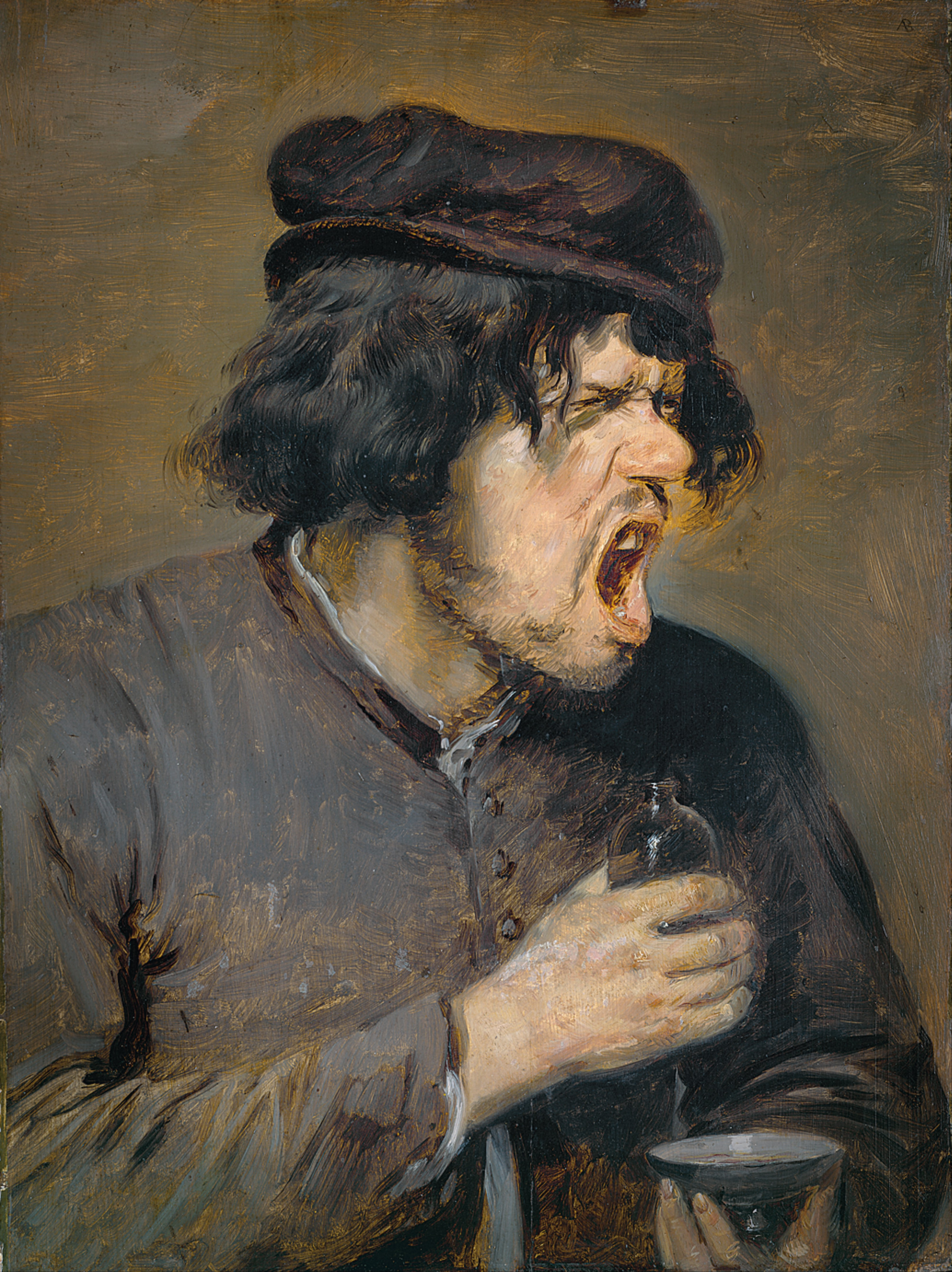
Adriaen Brouwer La beguda amarga, h. 1630-1640. Els expressius camperols de Brouwer són típics de la pintura de gènere dels baixos fons.

## Escenes de gènere
Els treballs de gènere, o escenes de la vida quotidiana, van ser molt comuns el segle xvii. Molts artistes van seguir la tradició de Pieter Brueghel el Vell de representar escenes camperoles de classe baixa, encara que també eren habituals els subjectes de la classe alta elegant, amb parelles vestides elegantment en balls o als jardins de l'amor. Adriaen Brouwer, qui representava en petites pintures a camperols barallant-se i bevent, va ser particularment influent en els artistes posteriors. Imatges de dona desenvolupant feines domèstiques, popularitzada als Països Baixos septentrionals per Pieter de Hooch i Jan Vermeer, no eren temes significatius al sud, tot i que certs artistes com Jan Siberechts van explorar-ho parcialment.

### Tradició de Brueghel
L'escena de gènere flamenca es vincula fortament a les tradicions de Pieter Brueghel el Vell i era un estil que va continuar directament fins al segle xvii a través de còpies i noves composicions fetes pels seus fills Pieter i Jan. Moltes d'elles són pintures de kermesses i escenes de camperols gaudint d'entreteniments a l'aire lliure, captades des d'un punt de vista elevat. Els artistes de la República Holandesa, com els nascuts a Flandes David Vinckboons i Roelant Savery, també van realitzar obres semblants, popularitzant les escenes rústiques de la vida quotidiana relacionant estretament la pintura flamenca i holandesa.

### Adriaen Brouwer i els seus seguidors
Adriaen Brouwer (1605 o 1606-1638) va pintar habitualment petites escenes de camperols esparracats lluitant, jugant, bevent i, en general, expressant un comportament exagerat i grosser. Nascut als Països Baixos Meridionals, Brouwer va passar la dècada del 1620 a Amsterdam i Haarlem, on va estar influït per Frans Hals i Dirck Hals i altres artistes que treballaven en un estil pictòricament solt. A la seva tornada a Anvers al voltant de 1631 o 1632 va introduir un format nou i influent en el qual els temes es pintaven com escenes d'interior en lloc d'exterior. També va pintar expressius estudis facials com La beguda amarga, un gènere anomenat tronies («cares» en flamenc). L'art de Brouwer va ser reconegut en vida i va tenir un potent impacte sobre l'art flamenc. Rubens era propietari d'algunes de les seves obres en el moment de la seva mort, més que de cap altre pintor. Artistes com David Teniers el Jove, Jan van de Venne, Joos van Craesbeeck i David Ryckaert III van continuar treballant en un estil semblant.

### Elegants escenes de companyies
Pintures de parelles elegantment vestides a l'última moda, sovint amb temes subjacents com l'amor o els cinc sentits, van ser pintades habitualment per Hieronymous Francken el Jove, Louis de Caullery, Simon de Vos, David Teniers el Jove i David Ryckaert III. El Jardí de l'amor (h. 1634–5; Museo del Prado) pertany a aquestes temàtiques.

### Escenes de gènere monumentals
Mentre les escenes de companyies elegants i les obres de Brouwer i els seus seguidors eren sovint de petita mida, altres artistes van buscar la seva inspiració en Caravaggio i van pintar escenes de grans dimensions, inspirades teatralment en les que músics, jugadors de cartes i endevins es troben en el primer pla de la composició. Aquests quadres, com altres dels caravaggistes, estan generalment il·luminats per forts efectes de llum. Adam de Coster, Gerard Seghers i Theodoor Rombouts són els principals exponents d'aquest estil popular a començaments del segle xvii, que va estar popularitzat pels seguidors italians de Caravaggio com Bartolomeo Manfredi i els Caravaggistes d'Utrecht com Gerrit van Honthorst. Rombouts també es va veure influït pel seu mestre Abraham Janssens, qui va començar a incorporar influències caravaggistes a les seves pintures d'història des de la primera dècada del segle.

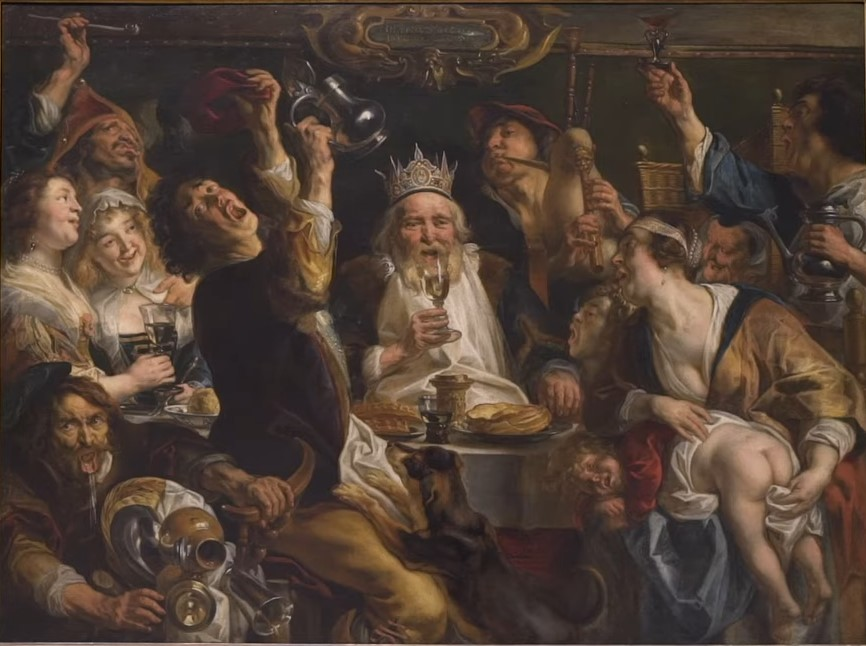
Jacob Jordaens El rei beu. Jordaens va ser ben conegut per grans quadres d'escenes de gènere moralistes, com aquesta representació d'una festa de l'Epifania.

### Jacob Jordaens
Jacob Jordaens, que es va convertir en l'artista més important d'Anvers després de la mort de Rubens el 1640, és ben conegut per les seves monumentals pintures de gènere de temes com El rei beu i Mentre els vells canten, els joves toquen la gaita. Molts d'aquests quadres usaven influències compositivas i de llum semblants a les dels caravaggistes, mentre que el tractament dels temes va inspirar artistes holandesos com Jan Steen.

### Escenes de batalles
Un altre tipus popular de pintura inventada als Països Baixos van ser els paisatges amb batalles històriques o fictícies, així com escaramusses i assalts. Sebastiaan Vrancx i el seu alumne Pieter Snayers es van especialitzar en aquest gènere, i l'estudiant de Snayer Adam-frans van der Meulen va seguir pintant-les a Anvers, Brussel·les i París fins a finals de segle.

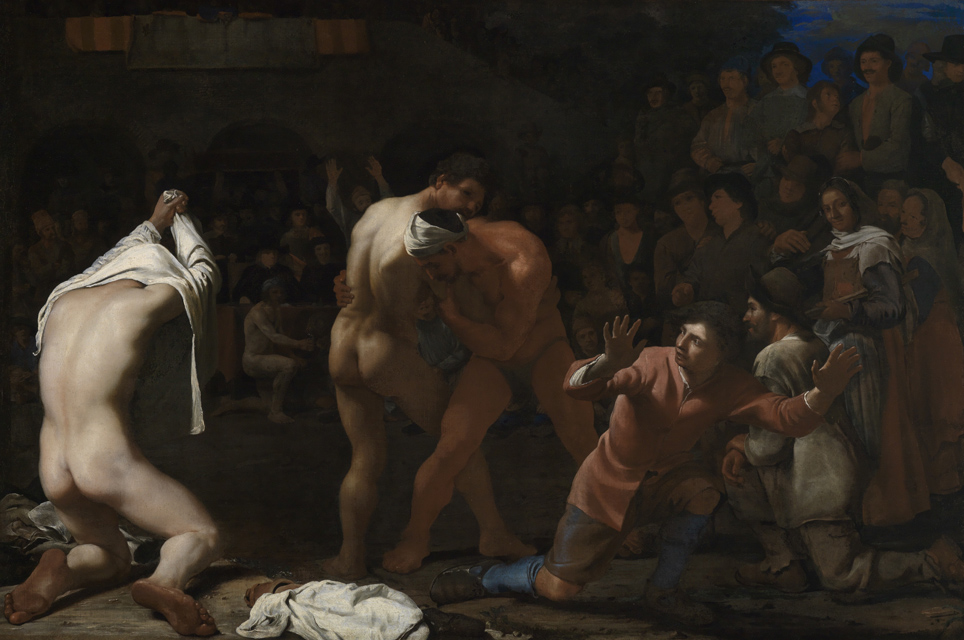
Michael Sweerts Combat de lluita, 1649. Karlsruhe, Staatliche Kunsthalle. L'estil de Sweerts està molt influït per la seva època a Roma, i en aquesta pintura combina temes rurals amb poses clàssiques i un color italià.

### Bamboccianti classicisme italià
Seguint una tradició consagrada amb el temps, molts artistes septentrionals van viatjar a Itàlia el segle xvii. Artistes flamencs com Jan Miel (1599-1664) i Michael Sweerts (1618-1664) es van establir a Roma i van adoptar l'estil del pintor holandès Pieter van Laer. Coneguts com els bamboccanti, es van especialitzar en escenes rústiques de la vida quotidiana a Roma i la seva campanya. Aquestes pintures s'inspiren en els colors de la Campanya Romana i l'estudi de l'escultura clàssica. En general, les escenes de gènere no eren tan acceptades a Itàlia, especialment per organitzacions oficials com l'Accademia di San Luca, de manera que molts pintors també es van unir als Bentvueghels. Va actuar aproximadament com una guilda, però és coneguda sobretot per l'estil de vida bohèmia dels seus membres i les seves festes alcohòliques, unint pintors flamencs i holandesos amb uns interessos i tradicions semblants.

## Paisatges

### Pintura paisatgística primerenca
Gillis van Coninxloo va ser un innovador paisatgista d'Anvers a finals del segle xvi, que va introduir un punt de vista més natural en lloc del tradicional paisatge universal popularitzat pels primers pintors com Joachim Patinir. Va deixar una forta influència en la pintura paisatgista septentrional al llarg d'aquest període a Amsterdam i com a membre fundador de l'Escola de Frankenthal. Els paisatges de boscos i muntanyes van ser pintats per Abraham Govaerts, Alexander Keirincx, Gijsbrecht Leytens, Tobias Verhaecht i Joos de Momper i Paul Brill que es va assentar a Roma, on es va especialitzar en paisatges per decorar viles romanes i creant petits quadres de cavallet.

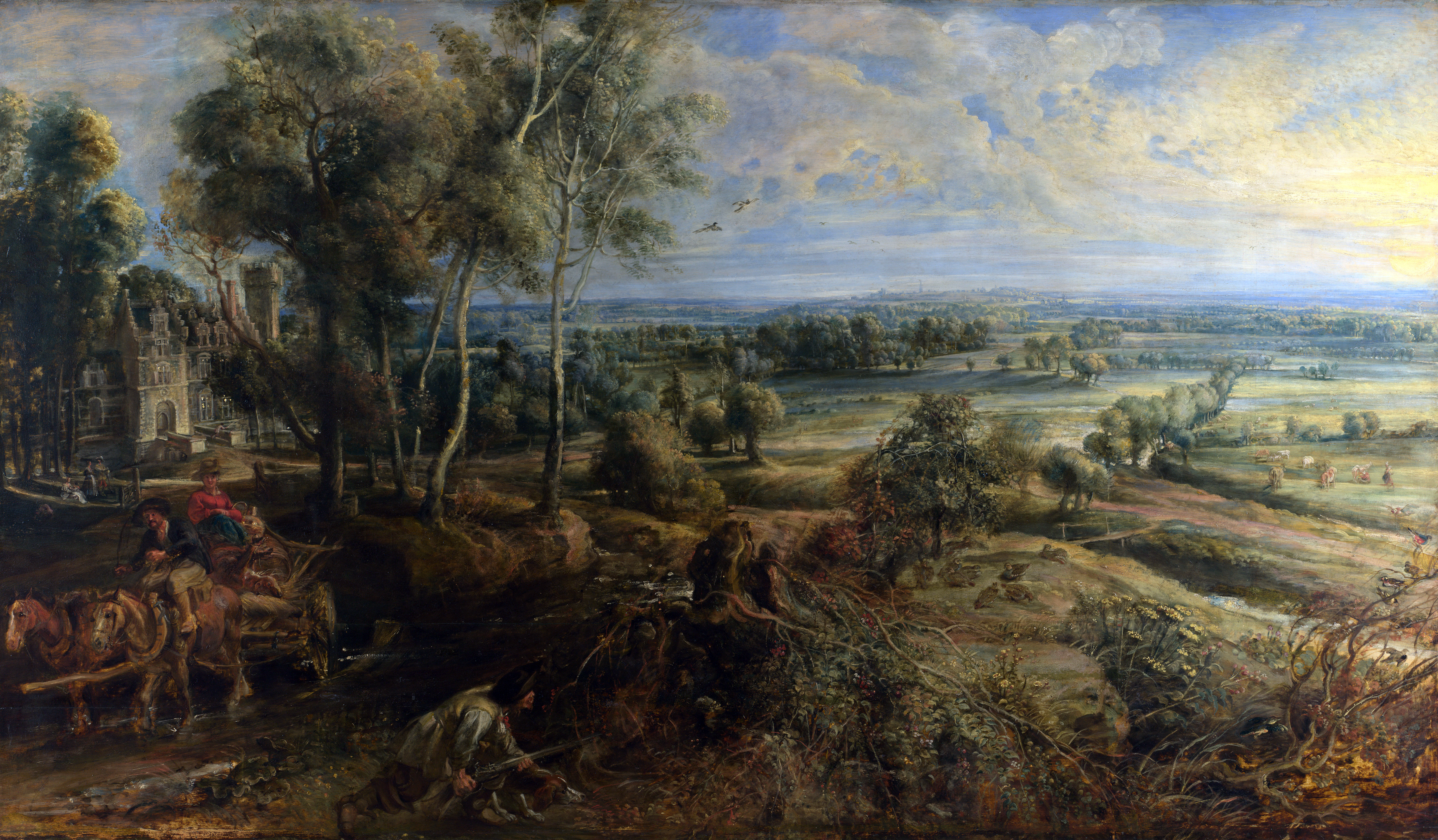
Peter Paul Rubens Paisatge amb vista de «Het Steen», 1636

### Rubens i pintors posteriors
Jan Wildens i Lucas van Uden van pintar paisatges naturals inspirats per Rubens, i freqüentment van col·laborar amb pintors de figures o especialistes en animals per pintar els fons. Rubens es va dedicar a pintar paisatges en els anys 1630, centrant-se a la regió al voltant del seu château, Het Steen. Un exemple ben conegut és el Paisatge amb una vista de «Het Steen» a la National Gallery de Londres.

### Marines
Les petites marines (zeekens) eren un altre tema popular. Artistes com Bonaventura Peeters van pintar naufragis i vistes atmosfèriques de vaixells al mar, així com vistes imaginàries de ports exòtics. Hendrik van Minderhout, qui era de Rotterdam i es va assentar a Anvers, va continuar aquest tema posterior alhora amb desenvolupaments de la marina com a gènere en la República Holandesa.

## Pintura arquitectònica
A finals del segle xvi també va prendre interès la representació de vistes arquitectòniques d'interior, normalment d'esglésies, on destaquen les obres de Hans Vredeman de Vries. Molts eren llocs autèntics. Pieter Neeffs I, per exemple, va fer nombrosos interiors de la Catedral d'Anvers. Hendrik van Steenwijk II, d'altra banda, va seguir el precedent de Vredeman de pintar interiors imaginaris. El gènere va seguir durant el segle xvii amb Anton Ghering i Willem Schubart von Ehrenberg, però els exemples flamencs no demostren el mateix nivell d'innovació que s'observa en les perspectives holandeses de Pieter Jansz Saenredam o Emanuel de Witte.

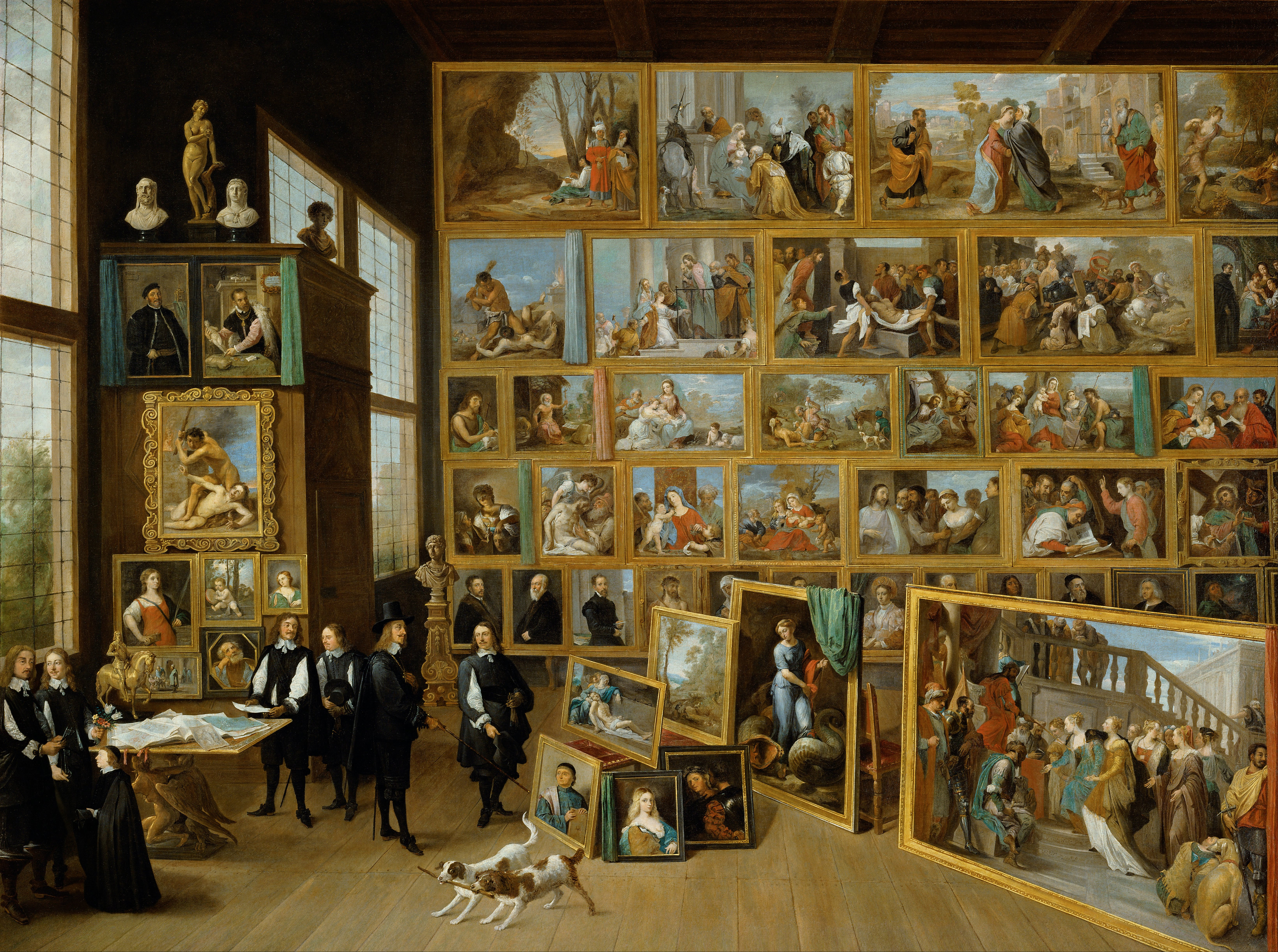
David Teniers el Jove L'arxiduc Leopoldo Guimmermo a la seva galeria de Brussel·les. Teniers va documentar la col·lecció de pintures de l'arxiduc en aquesta obra mentre que era pintor de cort a Brussel·les.

## Pintures de galeries i col·leccions artístístiques
Les pintures de galeries van aparèixer a Anvers al voltant de 1610, i es varen desenvolupar -com els interiors arquitectònics- a partir de les composicions de Hans Vredeman de Vries. Una de les primeres innovacions d'aquest nou gènere correspon a Frans Francken el Jove, qui va introduir el tipus d'obres conegudes com a Preziosenwand (paret de tresors). En aquestes obres es barrejaven làmines, quadres, escultures, dibuixos, així com objectes de col·lecció del món natural com closques i flors en primer pla contra una paret que imita els gabinets de curiositats enciclopèdics. Una variació similar d'aquestes col·leccions de riquesa artística són les sèries dels cinc sentits creades per Jan Brueghel el Vell i Rubens (Museu del Prado, Madrid). Willem van Haecht (1593-1637) va desenvolupar una altra variació en la que les il·lustracions d'obres d'art autèntiques es mostren en una galeria d'art de fantasia, mentre que els aficionats i els amants de l'art les admiren. Més tard, David Teniers el Jove, treballant en qualitat de pintor de cort de l'arxiduc Leopold Guillem d'Habsburg, va documentar la seva col·lecció de pintura italiana a Brussel·les com una galeria de pintura i la va reproduir també en un catàleg imprès, el Theatrum Pictorium. Les galeries flamenques i pintures de col·leccions d'art han estat interpretades com una espècia de teoria visual de l'art. Aquestes pintures van continuar fent-se a Anvers per Gerard Thomas (1663-1721) i Balthasar van den Bossche (1681-1715) i van presagiar el desenvolupament de les vedute italianes i les galeries de Giovanni Paolo Pannini.

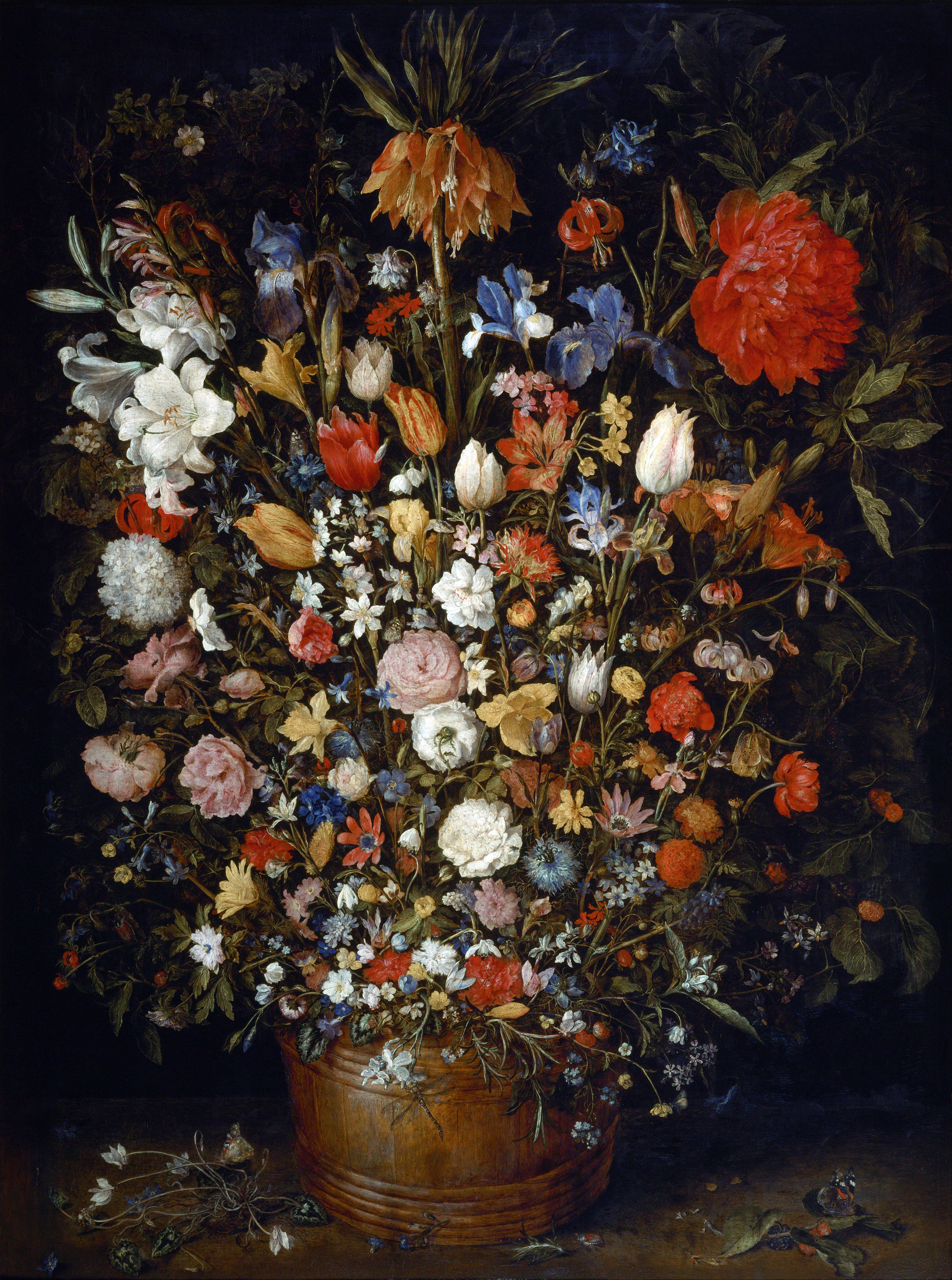
Jan Brueghel el Vell Bodegó de flors, 1606/7. Brueghel va ser un innovador en el gènere del bodegó de flors

## Bodegó i pintura d'animals

### Pintura de flors

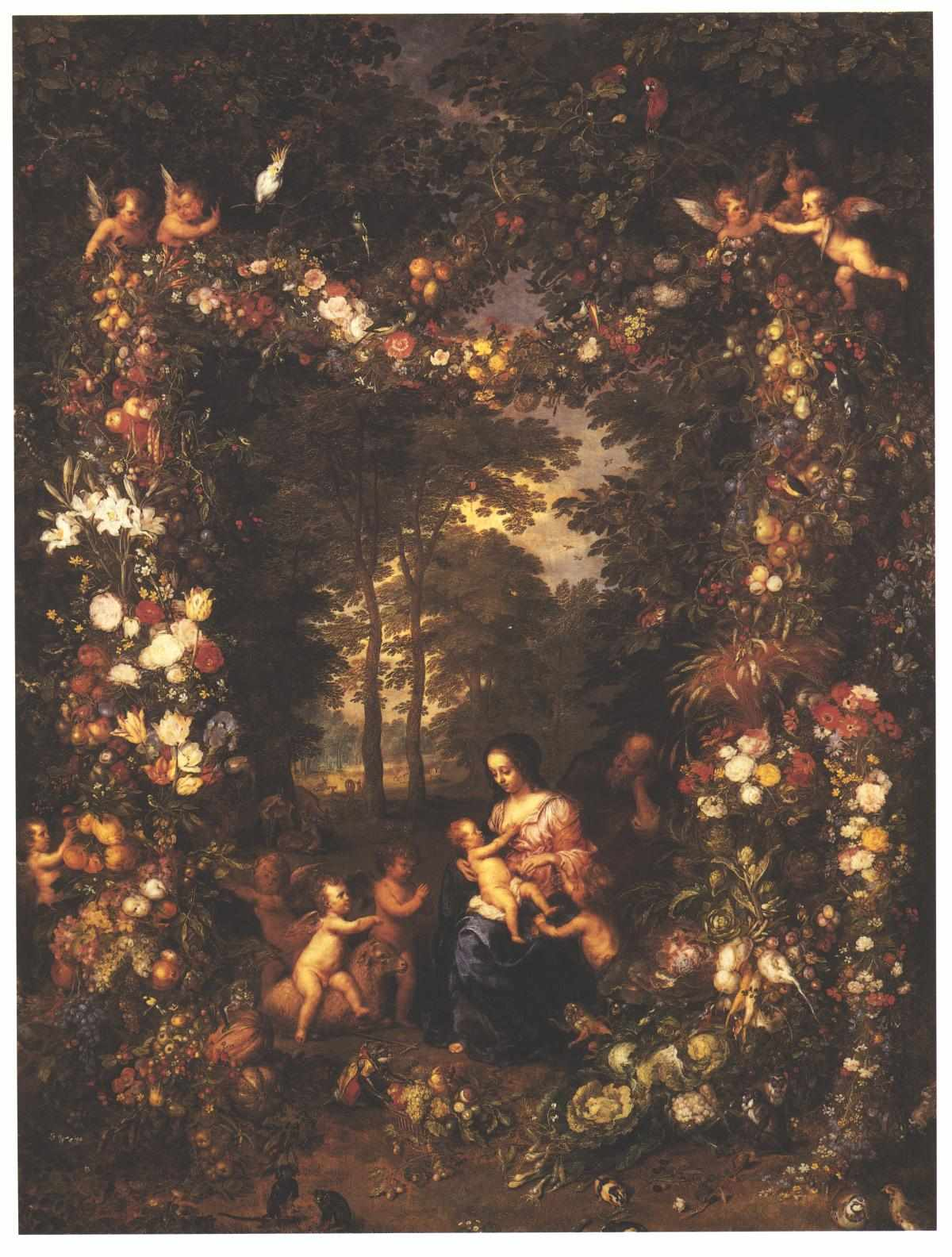
Jan Brueghel Sagrada Família amb flors i fruits

Jan Brueghel el Jove era un dels importants innovadors del bodegó floral al voltant de 1600. Aquests quadres, que presentaven acurats arranjaments i composicions, eren creacions imaginàries de flors que s'obrien en diferents moments de l'any. Eren populars entre els mecenes i nobles de tot Europa, i generalment tenen un motiu de vanitas subjacent. Les composicions dels quadres de Brueghel també van influir molt a les posteriors peces florals holandeses. Els fills de Brueghel Jan i Ambrosius també van ser especialistes en flors. Osias Beert (1580-1624) va ser un altre pintor de flors a començaments del segle xvii. Els seus quadres compartien semblança amb contemporanis septentrionals com Ambrosius Bosschaert el Vell.

### Pintura de garlandes
Estretament relacionada amb els bodegons de flors és el gènere de la pintura de garlandes que es va inventar per Jan Brueghel en col·laboració amb el Cardenal Federico Borromeo a Milà. Les primeres versions d'aquestes pintures, com la col·laboració entre Brueghel i Rubens a Múnic (Alte Pinakothek, Múnic) mostren la Verge Maria i el nen Jesús envoltats per una garlanda de flors. S'han interpretat com a imatges característiques de la Contrareforma, amb les flors emfatitzant la delicadesa de les imatges de la Verge amb el Nen, unes pintures en gran part destruïdes durant les revoltes iconoclàstes de 1566. L'alumne de Brueghel, el pintor jesuïta Daniel Seghers va pintar moltes obres d'aquest tipus per a una clientela internacional.

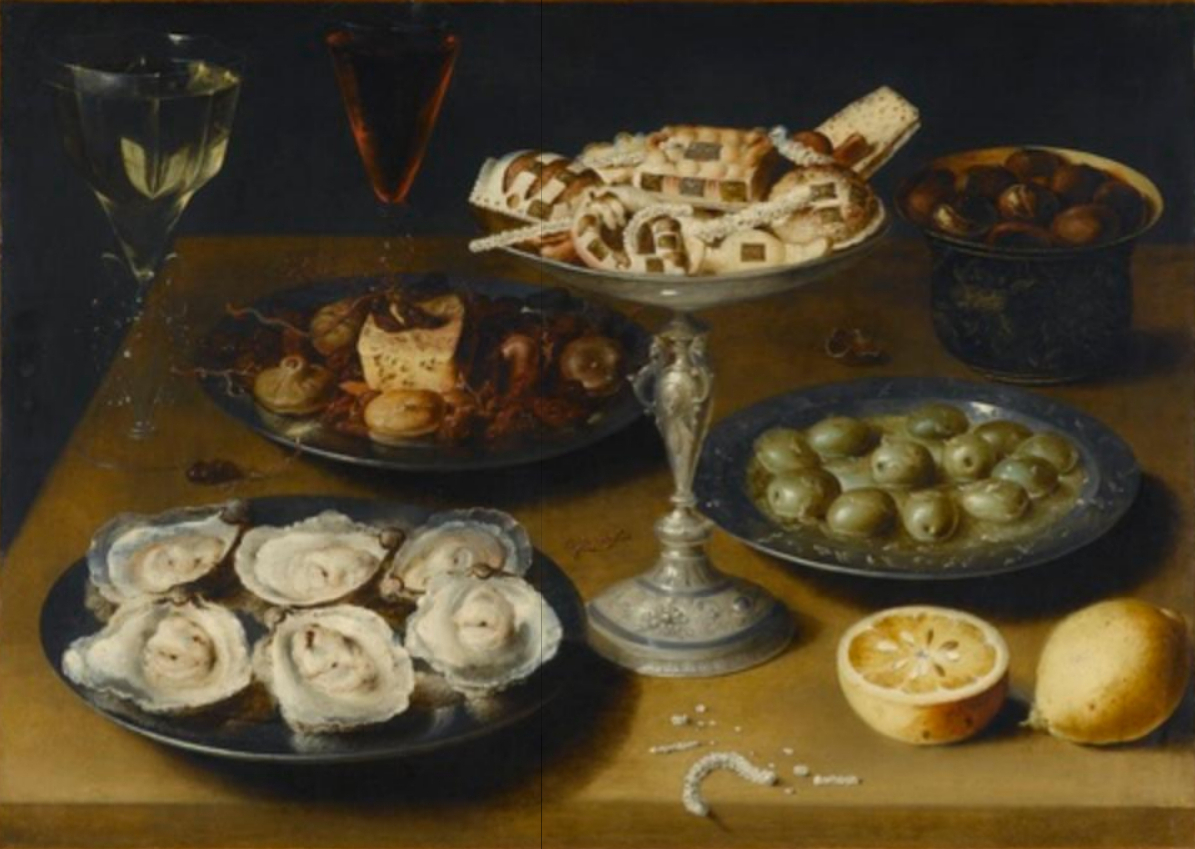
Osias Beert Bodegó amb ostres, c. 1610. Staatsgalerie, Stuttgart. Els bodegons de Beert són típics del tipus «esmorzar» pintat a començaments del.

### Bodegons de banquets i esmorzars
Els ontbijtje, o «petit esmorzar», és un tipus de bodegó popular als Països Baixos, tant al Nord com al Sud que mostra una varietat de vaixelles per menjar i beure i aliments com formatge i pa contra un fons neutre. Osias Beert, Clara Peeters, Cornelis Mahu i Jacob van Es (c. 1596–1666) són alguns dels artistes que van conrear aquesta classe d'obres. Més elaborats són els bodegons pronk, o «sumptuosos». Aquest estil es va desenvolupar a la República Holandesa, i va arribar a Anvers de la mà de Jan Davidsz d'Heem. Mostren, en una escala més gran que les obres precedents, composicions complexes d'articles cars, menjars exòtics i fruita carnosa amb les seves peles. Aquestes pintures es relacionen amb els temes de la vanitas i la fugacitat.

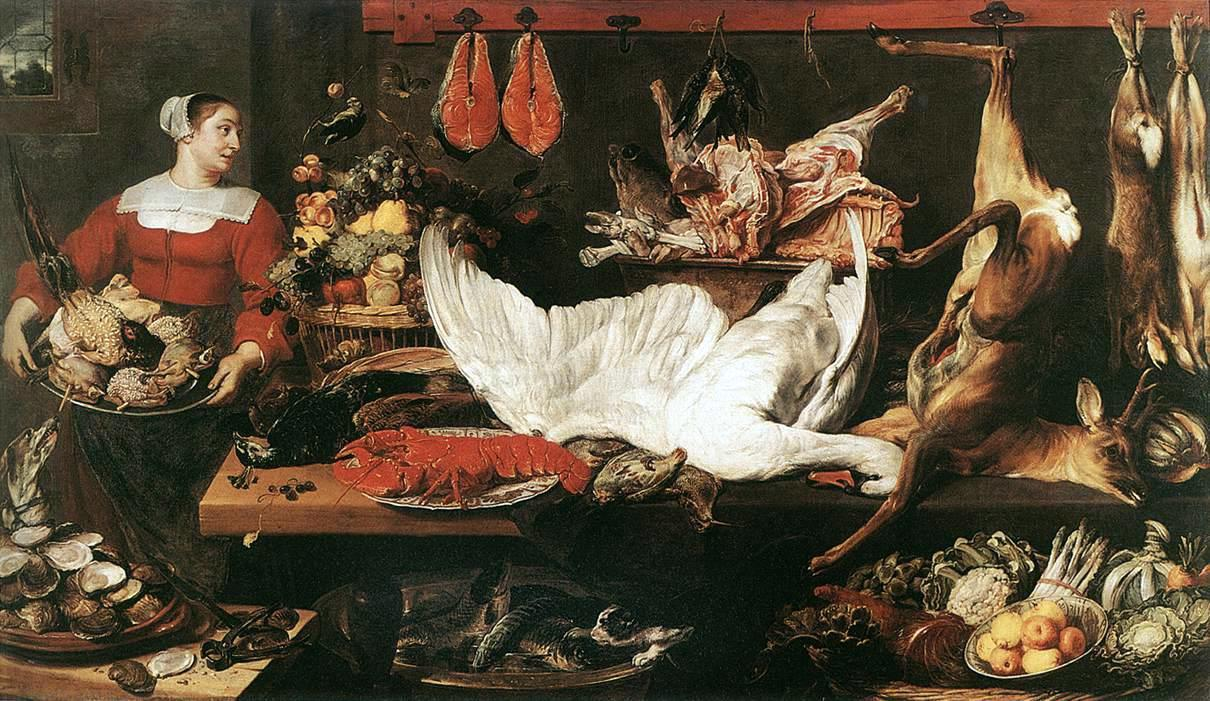
Frans Snyders El rebost, c. 1620

### Bodegó animal
Frans Snyders (1579-1657) va pintar grans bodegons centrats en cacera morta i animals. Les seves composicions, junt amb les del seu seguidor Adriaen van Utrecht (1599-1652) recorden les obres del segle xvi de Pieter Aertsen i Joachim Bueckelaer, però inculquen aquesta tradició amb una monumentalitat pròpia de l'alt barroc. Artistes posteriors, com Jan Fyt i Pieter Boel van treballar encara més aquest tipus, incloent una notable barreja d'animals vius i cacera morta. Aquests últims quadres estan estretament relacionats amb les imatges de la cacera, que es van posar de moda a la pintura flamenca durant el segle xvii.

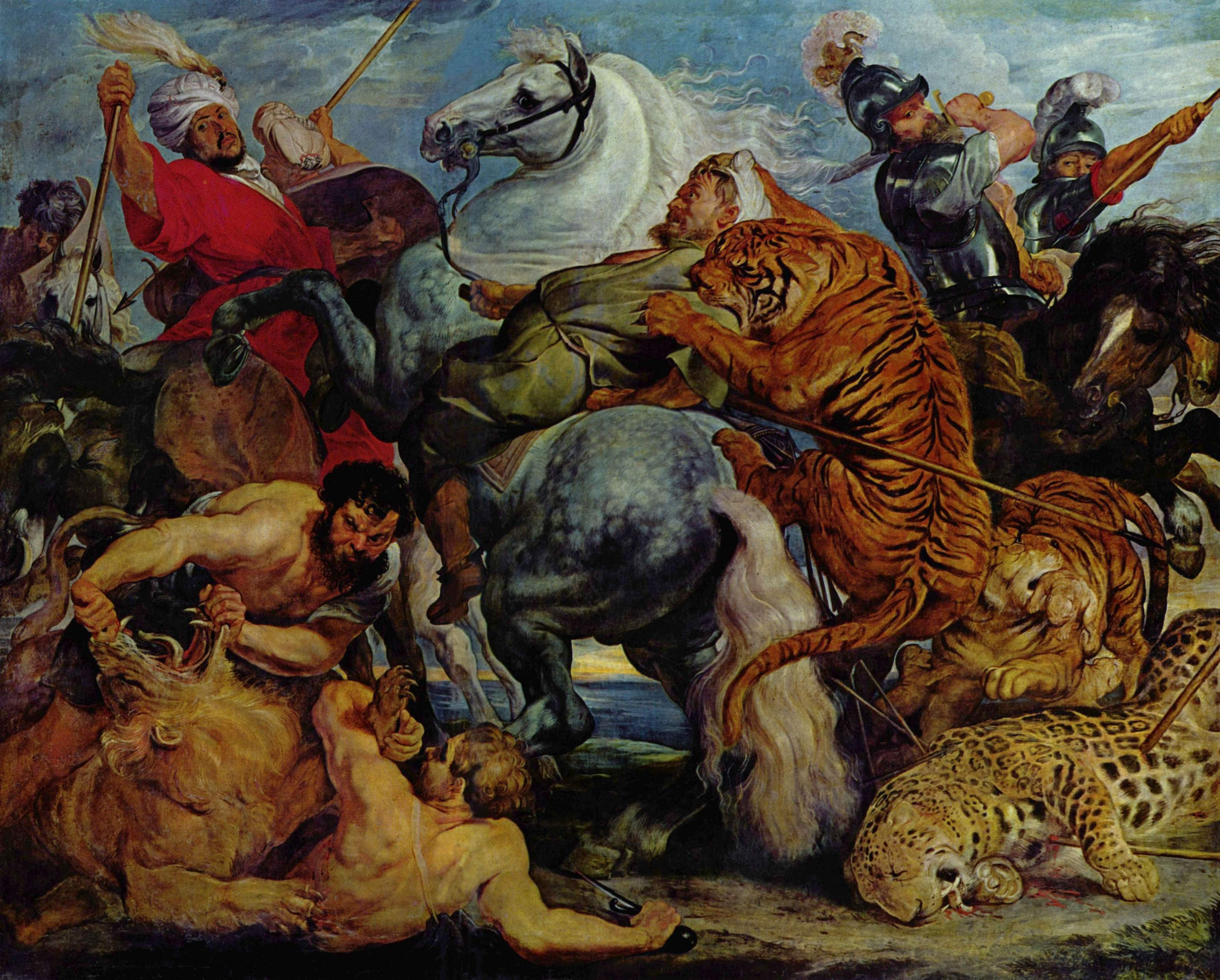
Peter Paul Rubens Cacera de tigre i lleó, c. 1617-1618. Museu de Belles Arts de Rennes. Aquesta pintura és típica de les caceres exòtiques que Rubens va pintar entre 1615 i 1625.

## Escenes de cacera
Rubens va introduir la cacera monumental en l'art flamenc, representant a gran escala una enorme batalla inspirada pel seu estudi de l'antiguitat clàssica i de La batalla d'Anghiari de Leonardo da Vinci. Aquestes obres mostren tant caceres nobles com la del Llop i la guineu (Metropolitan Museum of Art), i caceres exòtiques, com la Cacera del lleó (Alte Pinakothek, Múnic). Frans Snyders i Paul de Vos van crear pintures de gran mida semblants que es diferencien de les obres de Rubens en l'atenció als animals i l'absència de participació humana.

## Pintura de gabinet
Als Països Baixos del sud al llarg del segle xvii es van produir un gran nombre de petits quadres, intricats, generalment representen temes bíblics i històrics. Molts van ser creats per artístes anònims, tanmateix, altres com Jan Brueghel el Vell, Hendrik van Belin, Frans Francken el Jove i Hendrick de Clerck van triomfar en aquestes pintures de gabinet durant la primera meitat del segle xvii. Aquests artistes, així com els seguidors d'Adam Elsheimer com David Teniers el Vell, van romandre parcialment influïts per les contínues tendències estilístiques manieristes. Tanmateix, Rubens va incloure en una sèrie d'artistes posteriors que van incorporar el seu estil barroc en el petit context d'aquestes obres. Entre ells estan Frans Wouters, Jan Thomas van Ieperen, Simon de Vos, Pieter van Lint i Willem van Herp. Aquestes petites pintures es van comercialitzar àmpliament per tot Europa, i a través d'Espanya van arribar a Iberoamèrica.